# Evgeniia Chikunova
Evgeniia Chikunova (russe : Евгения Игоревна Чикунова), née le 17 novembre 2004 à Saint-Pétersbourg, est une nageuse russe spécialiste des épreuves de brasse.
Depuis 2023, elle est détentrice du record du monde du 200 m brasse.

## Carrière
En 2019, Evgeniia Chikunova bat le record du monde junior en 200 m brasse en petit bassin et bat à deux reprises son propre record en 2021,.
Elle se classe quatrième à la fois du 100 m brasse et du 200 m brasse aux Jeux olympiques de Tokyo.
En 2023, elle bat le record du monde du 200 m brasse en 2 min 17 s 55 lors des championnats de Russie à Kazan.
Elle refuse de participer aux Jeux olympiques de 2024, ne souhaitant pas concourir sous bannière neutre.
En 2025, elle obtient la médaille d’argent des championnats du monde à Singapour, avec un temps de 2 min 19 s 96, accusant un retard de 1 s 46 sur la gagnante Kate Douglass.